# Смирнов, Сергей (легкоатлет, 1965)
Серге́й Смирно́в (род. 26 ноября 1965) — советский и российский легкоатлет, специалист по бегу на длинные дистанции и кроссу. Выступал за сборные СССР и России по лёгкой атлетике в 1983—1993 годах, чемпион СССР в дисциплине 10 000 метров, обладатель Кубка СССР по кроссу, победитель Мемориала братьев Знаменских, участник Игр доброй воли в Сиэтле и двух чемпионатов мира по кроссу.

## Биография
Сергей Смирнов родился 26 ноября 1965 года. Занимался лёгкой атлетикой в городе Рыбинске Ярославской области, проходил подготовку под руководством заслуженного тренера РСФСР Алексея Алексеевича Иванова. Представлял всесоюзное физкультурно-спортивное общество профсоюзов.
Впервые заявил о себе на международном уровне в сезоне 1983 года, когда вошёл в состав советской сборной и выступил на чемпионате мира по кроссу в Гейтсхеде, где в забеге юниоров занял 49-е место.
В 1988 году с личным рекордом 13:47.48 одержал победу в беге на 5000 метров на Мемориале братьев Знаменских в Ленинграде, был лучшим в беге на 10 000 метров на чемпионате СССР в Киеве, финишировал восьмым в 5000-метровой дисциплине на международном старте в Будапеште.
В 1989 году на дистанции 5000 метров стал восьмым на Мемориале братьев Знаменских в Волгограде и седьмым на международном старте в Бирмингеме, выиграл Кубок СССР по кроссу.
В 1990 году занял 78-е место на кроссовом чемпионате мира в Экс-ле-Бен, с личным рекордом 28:26.03 выиграл 10 000 метров на Мемориале братьев Знаменских в Москве, в той же дисциплине показал 15-й результат на Играх доброй воли в Сиэтле.
После распада Советского Союза Смирнов ещё некоторое время выступал на крупнейших российских стартах. Так, в 1993 году он представлял Россию на Мемориале братьев Знаменских в Москве, где в беге на 10 000 метров с результатом 28:54.59 пришёл к финишу третьим.